# Anomalon
Genre
Anomalon est un genre de guêpes parasitoïdes appartenant à la famille des Ichneumonidae, dans la super-famille des Ichneumonoidea et la sous-famille des Anomaloninae.

## Présentation
C'est peut-être le seul genre de la tribu Anomalonini, bien que Neogreeneia Viereck, 1912 soit parfois considéré comme un genre valide de la tribu,.
Ces guêpes sont présentes dans le monde entier, mais plus diversifiées dans les régions tropicales,. Vingt espèces sont répertoriées au Costa Rica. En Afrique et au Moyen-Orient, ils sont bien représentés dans les habitats secs, mais dans les Amériques, ils sont plus fréquents dans les forêts pluviales très humides. Les hôtes répertoriés comprennent les larves de ténébrionides ou de coléoptères élatéridés et les larves de noctuelles et de teignes tortricides.

## Description
"L'espèce d'Anomalon peut être facilement reconnue des autres Anomaloninae par la combinaison des caractéristiques morphologiques suivantes :
- notaulus indistinct, représenté par une zone rugueuse ;
- aile antérieure avec r-m joignant 2/M distal à 2m-cu ;
- aile postérieure avec abscisse distale de 2/Cu entièrement absente ;
- épipleurum du troisième tergite métasomal séparé par un pli juste en dessous du spiracle ;
- mi-tibia avec un seul éperon apical."[5]

## Espèces
Selon Biolib, les espèces de ce genre sont :
- A. acevedoi Gauld & Bradshaw, 1997
- A. ambonense Kusigemati, 1984
- A. amseli (Hedwig, 1961)
- A. anae Gauld & Bradshaw, 1997
- A. arcuatum Dasch, 1984
- A. arizonicum Dasch, 1984
- A. ashmeadi Townes, 1966
- A. australense (Morley, 1912)
- A. avanzoi Gauld & Bradshaw, 1997
- A. californicum (Cresson, 1879)
- A. canadense (Provancher, 1879)
- A. canoae Gauld & Bradshaw, 1997
- A. cerdasi Gauld & Bradshaw, 1997
- A. concolor (Szepligeti, 1906)
- A. constrictum Dasch, 1984
- A. coreanum (Uchida, 1928)
- A. cotoi Gauld & Bradshaw, 1997
- A. cruentatum (Geoffroy, 1785)
- A. cuetoi Gauld & Bradshaw, 1997
- A. curvatum Dasch, 1984
- A. chinense (Kokujev, 1915)
- A. duniae Gauld & Bradshaw, 1997
- A. ejuncidum Say, 1835
- A. extenuator (Fabricius, 1804)
- A. fermini Gauld & Bradshaw, 1997
- A. flavolabes Townes, 1966
- A. flavomaculatum (Cameron, 1905)
- A. floridanum Dasch, 1984
- A. flosmaculum Wang, 1982
- A. formosanum (Uchida, 1928)
- A. frontale Cushman, 1937
- A. fulvomaculum Wang, 1982
- A. fulvopedes Wang, 1982
- A. fuscatum (Cresson, 1865)
- A. fuscipenne (Tosquinet, 1900)
- A. fuscipes (Cameron, 1886)
- A. glabrum Dasch, 1984
- A. guisellea Gauld & Bradshaw, 1997
- A. hengduanense Wang, 1985
- A. intermedium (Szepligeti, 1906)
- A. japonicum (Uchida, 1928)
- A. karlae Gauld & Bradshaw, 1997
- A. kozlovi (Kokujev, 1915)
- A. kurumense Kusigemati, 1983
- A. kusigematii Momoi, 1968
- A. laticeps Rudow, 1883
- A. levipectus (Enderlein, 1921)
- A. luteum Rudow, 1883
- A. menlongelum Wang, 1982
- A. menlongus Wang, 1982
- A. minimum (Ashmead, 1894)
- A. montanum Dasch, 1984
- A. morleyi Gauld, 1976
- A. nepalense Kusigemati, 1987
- A. nigribase Cushman, 1937
- A. nigrum (Cameron, 1886)
- A. nirvanum (Morley, 1926)
- A. novemmaculatum Kusigemati, 1991
- A. novoguineense (Szepligeti, 1906)
- A. ocellatum Dasch, 1984
- A. ohharai Kusigemati, 1983
- A. ovandoi Gauld & Bradshaw, 1997
- A. pabloi Gauld & Bradshaw, 1997
- A. palaeon Weyenbergh, 1874
- A. pardalus (Masi, 1932)
- A. petronae Gauld & Bradshaw, 1997
- A. picticorne (Viereck, 1912)
- A. planobucca Lee, 2007
- A. primum (Morley, 1912)
- A. punctatulum (Seyrig, 1935)
- A. reticulatum (Cresson, 1865)
- A. rufipes (Cameron, 1906)
- A. rufiventris Rudow, 1883
- A. rufopetiolatum Kusigemati, 1987
- A. secernendum Costa, 1886
- A. sinuatum (Morley, 1912)
- A. subxishuangum Wang, 1982
- A. teresscutella Lee, 2007
- A. texanum (Cresson, 1872)
- A. tisisthenes (Morley, 1926)
- A. ugaldei Gauld & Bradshaw, 1997
- A. variistriatum (Morley, 1912)
- A. venustulum (Tosquinet, 1896)
- A. victorovi Momoi, 1968
- A. villegasi Gauld & Bradshaw, 1997
- A. vivum Cresson, 1879
- A. xishuangus Wang, 1982
- A. yescai Gauld & Bradshaw, 1997
- A. yoshiyasui Kusigemati, 1985

## Espèces fossiles
Selon Paleobiology Database, les espèces fossiles sont :
- Anomalon afflictum Theobald 1937
- Anomalon confertum Brues 1910
- Anomalon deletum Brues 1910
- Anomalon excisum Brues 1910
- Anomalon miocenicum Cockerell 1919
- Anomalon protogaeum Heer 1849

### Ouvrages
- Nicolas Théobald, « Les insectes fossiles des terrains oligocènes de France », Bulletin mensuel de la Société des Sciences de Nancy Mémoires de la Société des Sciences de Nancy, Université de Nancy,‎ 1937 (OCLC 786027547).